# Pipe (bil)
Pipe var en belgisk biltillverkare som startades 1898, runt 1910 började de tillverka lastbilar. Firman köptes upp av bilfirman Brossel år 1931 eller 1932.